# Casa Climent
|  | Per a altres significats, vegeu «Casa Climent (Castelló d'Empúries)». |

La Casa Climent és un habitatge plurifamiliar a la ciutat de Tortosa (al Baix Ebre) protegit com a bé cultural d'interès local.

## Arquitectura
És un edifici cantoner de planta baixa, tres alçades i dues façanes. La més interessant és la principal, que dona al carrer Montcada, de marcades característiques modernistes, amb composició de buits sobre tres eixos verticals. A la planta baixa, sobre el parament simulant encoixinats, hi ha el portal lateral d'accés, amb arc de mig punt. El vestíbul presenta ornaments i fusteria d'estil modernista. A les plantes superiors el parament resta del tot cobert d'esgrafiats i encoixinats a les cantonades. Consta de dos balcons per planta (al primer pis, balconada) i mirador lateral en fusta de tres plantes d'alçada, amb remat ornat. Sobre la cornisa superior, remat d'obra (barana del terrat) amb formes modernistes. Els brancals i llindars dels balcons presenten un emmarcament característic. La façana lateral continua en un local de planta baixa on hi ha una terrassa amb barana balustrada i un panell de material ceràmic policromat sobre el parament dorsal de l'edifici.

## Història
El projecte és de l'any 1910 del mestre d'obres Josep M. Vaquer i Urquizú. De clara inspiració modernista, la composició de la façana guanya en gràcia el que perd en rigidesa, en abandonar el sistema academicista de distribució regular de buits entorn d'un eix de simetria central, tan rellevant en altres projectes del mateix autor. Sembla que el modernisme fou un repertori estilístic més del seu eclecticisme.
El basament presenta carreuades, segurament d'origen medieval o barroc, corresponents a la construcció anterior.